# Somosi János
Somosi János (névváltozatok: Somossi, Somossy, korábbi családneve: Ködöböcz) (Bodzásújlak, 1783. május 24. – Sárospatak, 1855. augusztus 21.) református teológiai tanár, a Tiszáninneni Református Egyházkerület esperese, héber nyelvész, a Magyar Tudós Társaság levelező tagja (1834).

## Élete
Bodzásújlakon született, ahol apja, Somosi István református lelkész volt, édesanyja Baka Zsuzsánna. 1791 szeptemberében a sárospataki református gimnáziumba került, 1798 júliusában magasabb szintű tanulmányokba kezdett. 1803 augusztusától 1804. július 10-ig Lőcsén az evangélikus gimnáziumban tanulta a német nyelvet. Hallgatott metafizikát és alkalmazott mennyiségtant; megkezdte a francia nyelv tanulását. Visszatérvén a Szepességből, még két évig folytatta tanulmányait, és befejezte hittani tanulmányait. 1806 első felében a költészeti osztálynak helyettes oktatója lett, a második félévben pedig már grammatikát és bölcseleti előtanokat (logika, lélektan) oktatott. 1808-ban alkönyvtárnoknak nevezték ki, 1809-ben a humaniorák professzora lett. 1813-ban külföldi egyetemekre ment, ezek közül kiemelt jelentőségű Göttingen, ahová 1814. március 30-án érkezett meg, április 14-én pedig felvették az egyetemi tanulók közé. 1815-ben, a waterlooi csata idején tért vissza hazájába; Frankfurt am Main és Ulm felé vette útját, majd Bécsbe ment, és itt kapta Vay József sárospataki főgondnok meghívó levelét egy humaniora iskolai osztály tanári székének elfoglalására. Három évig vitte hivatalát, amikor 1818. augusztus 8-án az egyházkerületi gyűlésen teológiai tanárrá választották. Szeptember 7-én kezdte meg tanítását, székfoglalója: De cognitionis linguarum sacrarum in explicatione scripturarum sacrarum utilitate et necessitate. Nem készült tüzetesen a teológiára, mert ifjúkorában történelmi és klasszikus irodalmi tanulmányokat folytatott, s inkább csak nyelvészeti jártassága miatt lett teológiai tanár. De 1819-ben az egyháztörténet és újszövetség magyarázatára új tanszéket hoztak létre. Somosi kedvelt szaktárgyait, a görög nyelvet oda helyezték, s az ő filológiai leckéi a héber nyelvre szorítkoztak. 1820. október 9-én a tornallyai egyházkerületi gyűlésén pappá avatták, 1823. október 5-én a könyvtár gondjait is rá bízták. Hasonlóképpen felügyelete alá került a nyomda. 1834. november 8-án lett a Magyar Tudós Társaság levelező tagja, 1845-ben pedig az alsó-zempléni egyházmegye esperessé választotta. 1848-ban részt vett a pesti protestáns értekezleten. Még ugyanebben az évben püspöknek is jelölték, azonban a harmadszori szavazást követően még a szavazatok felbontása előtt kijelentette, hogy semmiképpen sem fogadja el a hivatalt, ezért a szavazatokat nem is bontották fel. Esperesi hivataláról 1854-ben lemondott, de az akkor rendesen ezzel járó főiskolai algondnokságot 1855. augusztus 21-én történt haláláig megtartotta. Zemplén- és Torna megye táblabírája is volt. 
Cikke a Tudományos Gyűjteményben: Néhai Kövy Sándor felett tartott beszédnek biographiai része (1834. VIII.). A Kazinczy és S. közti levelezést közli a Sárospataki Füzetek (I. 1857. S.-tól két levél 1818. dec. 1. és 1826. jan.; Kazinczytól tíz levél) és Váczy János Kazinczy Ferenc Levelezése XVI. kötete (1818. dec. 1-ről). 
Arcképe (festmény) a sárospataki könyvtárban van, 71 éves korában ábrázolja. (Az 1871. Protestáns Naptárban lévő arckép nem az övé, hanem Futó Sámuel református esperesé.)

## Fő műve:
'Sidó grammatika. Hálai professor Gesenius Wilhelm után tanítványai számára. Buda, 1832. (Ezen külön czímlappal is: A 'sidó nyelv kezdetei. 1. rész 'Sidó grammatica, 2. rész. 'Sidó olvasókönyv jegyzésekkel és szótárral ... Uo. 1833.)

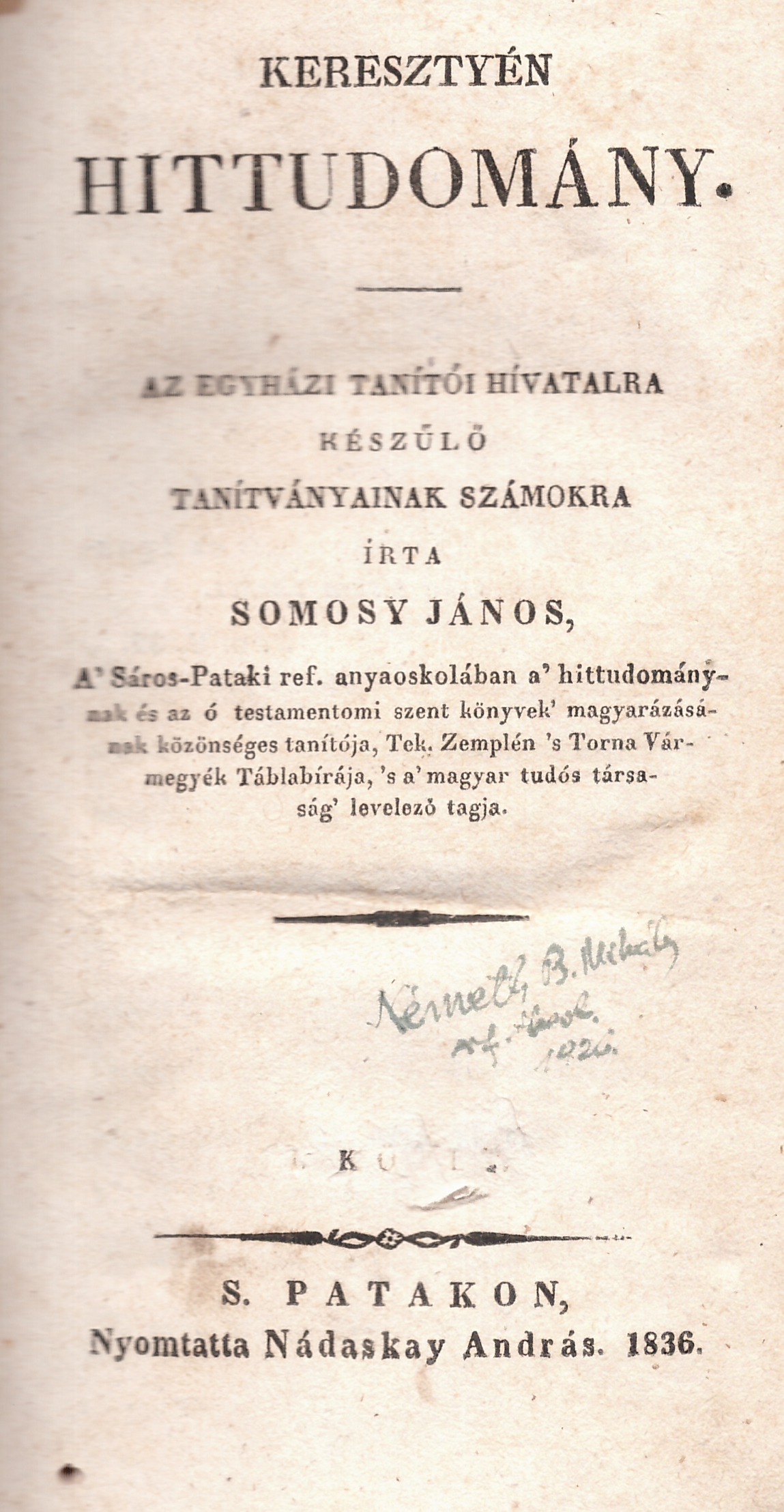
Keresztyén hittudomány (1836)

A Somosi által készített héber grammatika az első magyar nyelven írt héber nyelvtan. A 'Sidó grammatika (Buda, 1832) Wilhelm Gesenius nyelvtanának lefordításával a héber nyelvtanírás és nyelvtudomány akkori legjelentősebb teljesítménye rövid idővel megjelenése után eljutott Magyarországra. Gesenius két héber nyelvtant írt: a Hebráische Grammatik 1813-ban, a Lehrgebaude dér hebraischen Sprache 1817-ben jelent meg először. Somosi ez utóbbit használta saját munkájához, azt azonban nem tudjuk megállapítani, hogy pontosan melyik kiadását (a nyelvtannak már Gesenius életében 12 további kiadása jelent meg), a 'Sidó grammatika előszava ugyanis nem tartalmaz utalást erre nézve. Az előszó szerint Somosi az általa kevésbé fontosnak tartott részeket kihagyta, bizonyos részeket rövidebben adott elő. A nyomtatásban Geseniust követte: a kezdő számára nem olyan fontos részleteket mellőzte, a kivételeket apróbb betűvel szedette, de ami ezek között is fontos, azt külön megjelölte. Az „Elöljáró beszéd”-ben Horhi Juhász Pétert, Károlyi Gáspárt, Komáromi Csipkés Györgyöt és Beregszászi Nagy Pált mint a magyarországi hebraisztika első nagyjait említi, bizonyára főként a bibliai és héber nyelvismeretükre gondolva. Somosi nyelvtanához olvasókönyv is készült ('Sidó olvasókönyv, jegyzetekkel és szótárral. Buda. 1832). Ez bibliai szöveggyűjtemény, a végén szótárral, szintén Gesenius nyomán (Strbik 1999: 56–57).

## További munkái
- Sárospatakon Biblia-kiadást rendezett sajtó alá (1835).
- A dogmatika theologiának első vonásai. Kezdő tanítványainak számára. Sárospatak, 1827. (2. kiadás. Uo. 1835. Ujabb kiadása ezen czímmel: A hittan első vonásai. Uo. 1843.)
- Keresztyén hittudomány. Az egyházi tanítói hivatalra készülő tanítványainak számokra. Sárospatak, 1836-38. Két kötet.
- A hittan vázlata. Uo. 1854. (Előbbi munkának vázlata.) Két kötet.
- Ő adta ki a szent Bibliát Sárospatakon 1835-ben; részt vett a Görög-magyar szótár készítésében.

Ezek mellett kéziratban maradt utána egy héber-magyar szótár az R betűig összehasonlításokkal. Ő tartott halotti beszédet Köves Sámuel fölött is.